# سيرج أمبومو
سيرج أمبومو (بالفرنسية: Serge Ambomo)‏ (مواليد 2 يوليو 1986) هو ملاكم كاميروني، مثّل بلاده في الألعاب الأولمبية الصيفية 2012.

## روابط خارجية
سيرج أمبومو على موقع بوكس ريك (الإنجليزية) (registration required)
- سيرج أمبومو على موقع أوليمبيديا (الإنجليزية)